# چاد هرلی
چاد مردیت هرلی (متولد ۱۹۷۷) یک آمریکایی و هم‌بنیانگذار و مدیر ارشد اجرایی سابق وب سایت یوتیوب است. در اکتبر سال ۲۰۰۶ او و استیو چن یوتیوب را ۱٫۶۵ میلیارد دلار به گوگل فروختند.